# Pool of Radiance
Advanced Dungeons & Dragons: Pool of Radiance är ett datorrollspel som utspelar sig i Forgotten Realms, i och kring stade Phlan, där spelaren kan välja mellan 6 klasser (människa, älva, dvärg, gnom, halvling och halvälva).

### Fotnoter
1. ↑  läs online, www.originsgames.com .[källa från Wikidata]